# Frankenwarte (Frankenwald)

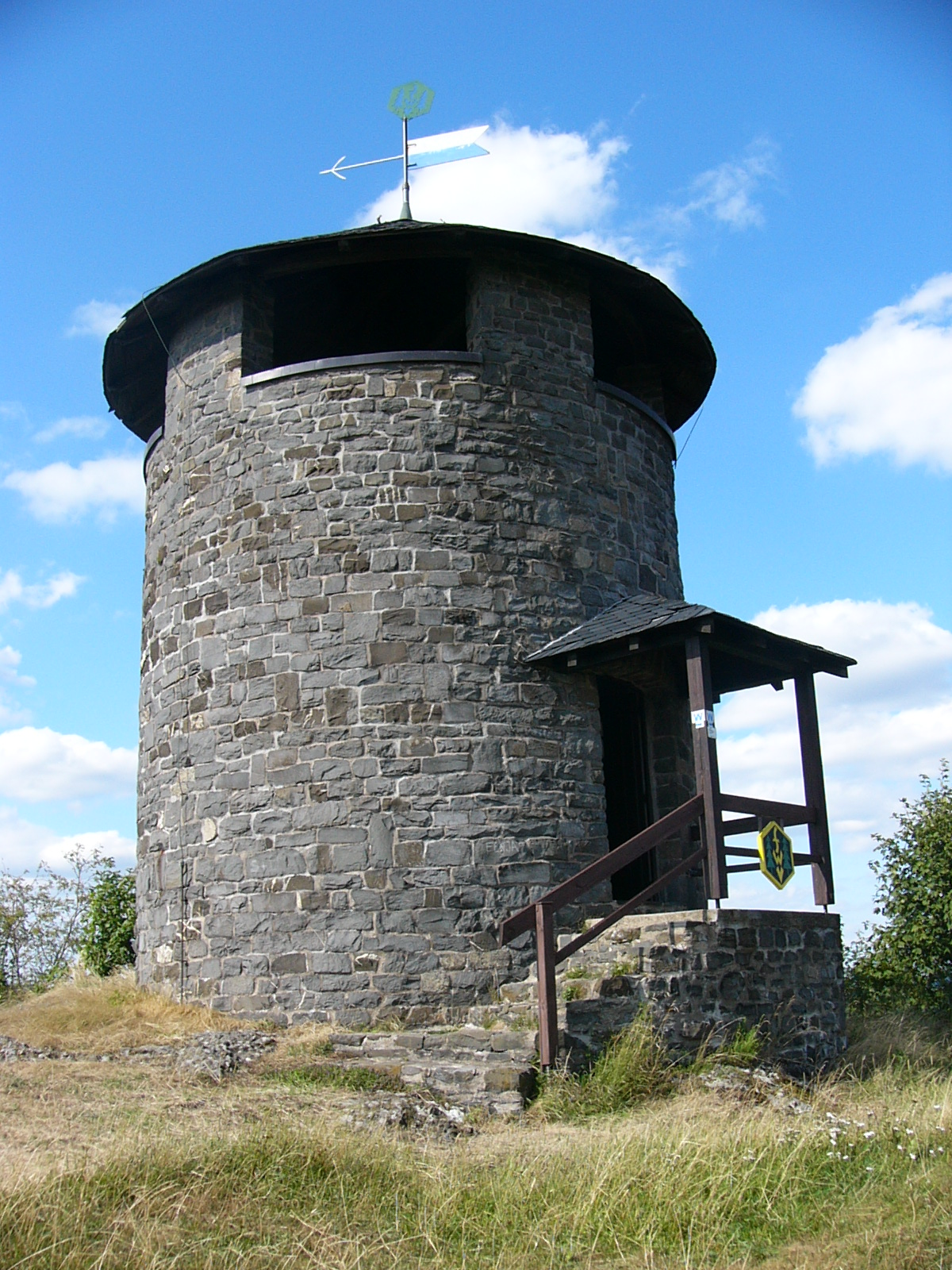
Ansicht der Frankenwarte

Die Frankenwarte ist ein Aussichtsturm des Frankenwaldvereins. Er befindet sich auf der Anhöhe Hirschhügel bei Hirschberglein, einem Gemeindeteil von Geroldsgrün im Frankenwald.

## Entstehungsgeschichte
Die Planungen zum Bau des Aussichtsturms wurden Anfang der 1930er durch Heinrich Fischer als Mitglied des Frankenwaldvereins gestartet und vorangetrieben. Im Verlauf der Planungen nahm ab der Mitte der 1930er Jahre die Gauleitung Einfluss, deren Genehmigung zur Errichtung erforderlich war.
So wurde aus dem ursprünglich als reinen Aussichtsturm geplanten Bau bis 1938 ein NSDAP Ehrenmal, das unter der Bezeichnung Hans-Schemm-Warte, dem 1935 verunglückten, ehemaligen Gauleiter Hans Schemm gewidmet wurde.
Aus der Beschreibung des Baus geht hervor, dass der untere Innenraum zum Weiheraum mit einer Büste des ehemaligen Gauleiters, einem, dem Kreisleiter August Greim gewidmeten Fenster und einem Fußboden mit Hoheitszeichen (Hakenkreuz) ausbaut werden sollte. Auf dem Vorplatz sollte eine Feierstätte entstehen.
Der Rohbau wurde noch vor dem Zweiten Weltkrieg abgeschlossen. Aus dieser Zeit zeugt noch ein (inzwischen verdecktes) über der Eingangstür in die Steine eingelassenes Hakenkreuz. Der Innenausbau konnte bis zu Ende des Zweiten Weltkriegs nicht mehr vollendet werden.

## Einweihung nach dem Zweiten Weltkrieg
Die Einweihung erfolgte erst im Jahr 1951 unter dem heute bekannten Namen Frankenwarte. In den 1980er Jahren erfolgten Renovierungsarbeiten. Der Hügel ist mit seinem Magerrasen auch naturkundlich von Bedeutung.